# بول إيردوش
بول إيردوس (بالمجرية: Erdős Pál)‏ أو بول إيردوش كما تنطق (26 مارس 1913 - 22 سبتمبر 1996)، عالم رياضيات مجري غريب الأطوار. اشتهر بالعمل على مشكلات التوافقيات ونظرية المخططات ونظرية الأعداد والتحليل الرياضي ونظرية المجموعات ونظرية الاحتمالات. وقد بلغ عدد بحوثه ما يقرب الألف والستة مائة، أنجز ثلثيها بمفرده والثلث الباقي بالاشتراك مع زملائه.

## السيرة الذاتية
ولد في بودابست عاصمة المجر من والدين يهوديين، وظهر نبوغه في الرياضيات في سن مبكرة جداً بحيث أنه كان يقوم بعمليات جمع وضرب معقدة جداً في رأسه بدون حتى استخدام الورقة والقلم وهو في الخامسة من عمره. وكما ظهر نبوغه في الرياضيات ظهرت أيضاً بعض الصفات الغريبة في تصرفاته، فلقد كان شديد التعلق بوالدته وكان عنده نفور تام من النساء حتى أنه لم يتزوج أو يرتبط بعلاقة طوال حياته، ولعل ما قد يفسر هذا هو ضعفه الجنسي وغرابة أطواره.
انتقل بين عدة دول غربية ليحط رحاله في الولايات المتحدة الأمريكية، ومن الطريف أن الحكومة الأمريكية منعت دخوله للولايات المتحدة بسبب نشاطه الشيوعي أثناء فترة شبابه مع بعض رفاقه الرياضياتيين، ولم يسمح له بالدخول إلا بعد ضغوط كبيرة من العلماء ورؤساء الجامعات حتى أنه قام 100 عالم ورئيس جامعة بالتوقيع على ورقة لمطالبة السلطات الأمريكية بالسماح بدخول بول إيردوس الأراضي الأمريكية.
ومن الجدير بالذكر أنه لم يكن له مسكن خاص يأوي إليه، بل عاش معظم حياته متنقلا بحقيبتي ملابسه بين زملائه وطلبته. حتى أن أحد طلبته، رونالد جراهام - وهو أقربهم لقلبه - قد بنى له ملحقاً يتكون من غرفة وحمام ومطبخ في حديقة منزله ليأوي بول إليها عندما يحين دوره ليقيم عنده!. وقد توفي في 22 سبتمبر 1996 إثر نوبة قلبية أثناء حضوره أحد المؤتمرات في وارسو ببولندا.

## أعماله الرياضية
اهتم بول إيردوس اهتماما بالغا بـنظرية الأعداد والطرق الاحتمالية وقد قدم الكثير من الإثباتات والنظريات في نظرية الأعداد منذ بداية حياته الأكاديمية.

## معضلات إيردوس
وقد عاش بول إيردوس حياته مدمناً على القهوة، ثم انتقل بعد ذلك إلى تعاطي الأمفيتامينات، وقد قال ذات مرة: «الرياضي هو آلة تحول القهوة إلى مبرهنات رياضية.»
وقد كان بول يطلق تسميات خاصة على الأشياء، فقد كان يسمي الأطفال «إبسيلون» وهو رمز رياضي يطلق على الكميات الصغيرة. وكان يدعو من ترك الرياضيات بـ«الميت»، والمشروبات الكحولية بالـ«سم»، وكان يكره العلوم التطبيقية كثيراً ويرى أنها باطل محض لدرجة أنه قال لأحد تلاميذه الذي قرر دراسة العلوم التطبيقية مازحاً أنه سيختبئ ويطلق عليه النار إن رآه في تلك الجامعة.

## وصلات خارجية
- بول إيردوس على موقع IMDb (الإنجليزية)
- بول إيردوس على موقع الموسوعة البريطانية (الإنجليزية)
- بول إيردوس على موقع إن إن دي بي (الإنجليزية)
- Erdős's Scholar Google profile
- Searchable collection of (almost) all papers of Erdős
- O'Connor، John J.؛ Robertson، Edmund F.، "بول إيردوش"، تاريخ ماكتوتور لأرشيف الرياضيات
- بول إيردوش في شجرة علماء الرياضيات
- Jerry Grossman at Oakland University. The Erdös Number Project
- The Man Who Loved Only Numbers  - Royal Society Public Lecture by Paul Hoffman (video)
- Radiolab: Numbers, with a story on Paul Erdős
- Fan Chung, "Open problems of Paul Erdős in graph theory"